# Antwerp Six
Gli Antwerp Six (I Sei di Anversa) sono un gruppo di designer di moda formatisi all'Accademia Reale di Belle Arti di Anversa tra il 1980 e il 1981 sotto la guida di Linda Loppa. La stampa ha iniziato a riferirsi a loro come un gruppo intorno al 1990. Divennero inaspettatamente celebri quando sfilarono a Londra nel 1986, partendo dal Belgio con un furgone.

## Membri
- Walter Van Beirendonck
- Ann Demeulemeester
- Dries Van Noten
- Dirk Van Saene
- Dirk Bikkembergs
- Marina Yee

## Storia
Negli anni '80, il collettivo presentò una propria visione distinta e radicale di moda che fece di Anversa uno dei luoghi più importanti per il fashion design. La svolta avvenne nel 1986, quando il gruppo noleggiò un furgone e partì per la Settimana della moda di Londra con le proprie collezioni. I giornalisti non riuscivano a pronunciare i loro nomi e iniziarono a riferirsi a loro collettivamente come the Antwerp Six.
Martin Margiela, nonostante venga spesso considerato un membro, non faceva in realtà parte del gruppo; emerse dalla scena di Anversa subito prima che esso si formasse. Successivamente si trasferì a Parigi, lavorando inizialmente per Jean Paul Gaultier e poi aprendo il proprio brand.